# روبيرتو موسكيرا
روبيرتو موسكيرا (بالإسبانية: Roberto Mosquera Vera)‏ (مواليد 21 يونيو 1956) هو لاعب كرة قدم. يلعب مع منتخب بيرو لكرة القدم. سبق له أن لعب في كأس العالم لكرة القدم مع منتخب بلاده.

## روابط خارجية
- روبيرتو موسكيرا على موقع الاتحاد الدولي (مؤرشف)  (الإنجليزية)
- روبيرتو موسكيرا على موقع قاعدة بيانات كرة القدم.إي يو (الإنجليزية)
- روبيرتو موسكيرا على موقع ناشيونال فوتبول تيمز (الإنجليزية)
- روبيرتو موسكيرا على موقع Soccerway.com (الإنجليزية)
- روبيرتو موسكيرا على موقع كووورة